# Vatica lanceaefolia
Espèce
Classification phylogénétique
Statut de conservation UICN

 CR A1cd, C2a : 
En danger critique
 Vatica lanceaefolia est une espèce d'arbres sempervirents du nord-est de l'Inde, du Bangladesh, et Birmanie appartenant à la famille des Dipterocarpaceae.

## Répartition
Espèce dispersée dans les forêts pluviales du Bangladesh, de l'Arunachal Pradesh, de l'Assam, du Nagaland et du Myanmar.

## Préservation
Espèce menacée par la déforestation et l'exploitation forestière.